# Xã Benedict, Quận Faulkner, Arkansas
Xã Benedict (tiếng Anh: Benedict Township) là một xã thuộc quận Faulkner, tiểu bang Arkansas, Hoa Kỳ. Năm 2010, dân số của xã này là 1.114 người.